# Vízalatti házikók
A Vízalatti házikók a Vízipók-csodapók című rajzfilmsorozat első évadának harmadik epizódja. A forgatókönyvet Kertész György írta.

## Cselekmény
Vízipók a vízicsigák kedvenc időtöltésével ismerkedik, amikor egy szerencsétlen véletlen miatt Fülescsiga elveszti kedvenc játékát. A nyomok a tegzeslegyek házához vezetnek.

## Alkotók
- Rendezte: Szabó Szabolcs
- Írta: Kertész György
- Dramaturg: Bálint Ágnes
- Zenéjét szerezte: Pethő Zsolt
- Operatőr: Csepela Attila
- Segédoperatőr: Janotyik Frigyes
- Hangmérnök: Bársony Péter
- Vágó: Czipauer János
- Rajzolták: Bátai Éva, Görgényi Bettina, ifj. Nagy Pál, Szombati Szabó Csaba
- Munkatársak: Bányász Bea, Bende Zsófi, Gyöpös Katalin, Zsebényi Béla
- Színes technika: Kun Irén
- Gyártásvezető: Doroghy Judit
- Produkciós vezető: Imre István

Készítette a Magyar Televízió megbízásából a Pannónia Filmstúdió

## Szereplők
- Vízipók: Pathó István
- Fülescsiga: Telessy Györgyi
- Rózsaszín vízicsiga: Géczy Dorottya
- Kék vízicsiga: Kútvölgyi Erzsébet
- Tegzesek: Deák B. Ferenc, Maros Gábor, Szalay Imre